# NGC 3682
NGC 3682 este o galaxie lenticulară situată în constelația Dragonul. A fost descoperită în 6 aprilie 1793 de către William Herschel. Se află la o distanță de 25,89 de megaparseci de Pământ.